# Paraffin
Paraffin er et generelt navn på alkaner med den kemiske formel CnH2n+2, som er på flydende eller voksagtig form.
Paraffin udvindes af mineralsk olie og er uden smag og lugt.
Paraffin anvendes bl.a. i skocreme, kosmetik og lægemidler. Gammeldags lys kan støbes af paraffin alene eller af en blanding med stearin og/eller bivoks o.a. Paraffin benyttes ofte til at forsegle skorpen på ost. Da smeltepunktet er relativt lavt, bruges paraffin også til at behandle træmederne på en kælk eller slæde, så de glider lettere.